# Мост Јавуз Султан Селим
Мост Јавуз Султан Селим (тур. Yavuz Sultan Selim Köprüsü), познат и као Трећи Босфорски мост, је комбиновани друмско-железнички висећи мост преко Босфорског мореуза у Истанбулу. Има четири коловозне траке аутопута и један железнички колосек у сваком смеру. Налази се северно од два старија висећа моста - Моста Мученика од 15. јула  (Први Босфорски мост) и Моста Султана Мехмеда Освајача (Други Босфор Мост). Мост се налази близу улаза у Црно море из Босфорског мореуза. 
Камен темељац је постављен 29. маја 2013. а мост је пуштен у саобраћај 26. августа 2016.
Када је изграђен, са висином пилона од 330 м, представљао је пети највиши мост на свету било које врсте, са укупном дужином од 1.875 м био је 13. најдужи висећи мост на свету, а такође је и један од најширих висећих мостова на свету, са ширином од 59 м.

## Функционалност
Мост Јавуз Султан Селим део је 260 км дугог аутопута Северна Мармара (тур. Kuzey Marmara Otoyolu), који заобилази урбана подручја северног Истанбула и омогућава транзитни прелаз са европске на анадолску страну. Широк је 58,4 м, укупне дужине 2.164 м, са главним распоном од 1.408 м. Висина пилона је 330 м.
За прелаз преко моста плаћа се путарина. Према подацима из 2022. године она износи: 
- за путничка возила[а] 19 ₺ (око 1,15 €)
- за кросовере и миниванове[б] 25 ₺ (око 1,50 €)
- за Мотоцикле 13 ₺ (око 0,75 €)[8]

## Изградња моста
Планове за трећи Босфорски мост одобрило је Министарство саобраћаја Турске 2012. године, а реализацију пројекта добио је италијанско-турски конзорцијум. Пројектовани буџет био је приближно 2,5 милијарде долара.  
Првобитно се очекивало да ће изградња бити завршена за 36 месеци, а датум отварања заказан је за крај 2015. Овај рок је, међутим, пробијен за неколико месеци и мост је отворен за саобраћај 26. августа 2016.   
Изградња је званично почела полагањем камена темељца на свечаности одржаној 29. маја 2013. године, на годишњицу освајања Цариграда 1453. године. Церемонији су присуствовали тадашњи председник државе Абдулах Гул, премијер Реџеп Тајип Ердоган и бројни високи званичници. 
Церемонији отварања 26. августа 2016. присуствовали су бугарски премијер Бојко Борисов, бошњачки председник Босне и Херцеговине Бакир Изетбеговић, председник Македоније Ђорђе Иванов, краљ Бахреина Хамад бин Иса Ал Калифа и председник самопроглашене државе Северни Кипар Мустафа Акинци .  Такође, свечаном отварању присуствовали су и главни министар Пенџаба (Пакистан) Шахбаз Шариф, потпредседник Владе Србије санџачки Бошњак Расим Љајић, први потпредседник Владе Грузије Димитри Кумсишвили и високи званичници Азербејџана .  Поздравни говор одржали су тадашњи турски председник Реџеп Тајип Ердоган и премијер Бинали Јилдирим. 

## Назив моста
Мост је назван Мост Јавуз Султан Селим у част османског султана Селима I (1470-1520), који је проширио Отоманско царство на Блиски исток и северну Африку 1514–1517 и добио титулу калифа након освајања Египта 1517 .  Његов надимак Јавуз на турском значи „Неумољиви“.  Када је, на церемонији постављања камена темељца, председник Абдулах Гул најавио овај избор имена дошло је до протеста заједнице турских Алевита због наводне улоге султана Селима I у прогону и масакру над Алевитима 1514. године.

## Контроверзе око моста
Према подацима турског министарства саобраћаја и комуникација, од укупне површине земљишта национализованог за изградњу моста, 9,57% је било приватно власништво, 75,24% је било шумско земљиште, а преосталих 15,19% је било државно земљиште.
Цене земљишта у мање урбанизованим областима са обе стране Босфора су одмах скочиле у очекивању бума урбанизације и овај податак се наводи у документарном филму Екуменополис из 2010. године. Радови су привремено заустављени у јулу 2013. након што је постало очигледно да је локација лоше одабрана,  али је до тада хиљаде стабала већ било посечено. У документацији за промену плана турске Државне дирекције за аутопутеве од 11. јуна 2013. године закључено је да је „прикладно поништити садашњи план изградње због потребе ревизије, која је резултат промена пројекат руте“, али су и министарство и грађевинска компанија негирали било какву промену локације.
Ефикасност прокламованог циља ублажавања саобраћајних гужви такође је доведена у питање, при чему су постојале тврдње да је пројекат осмишљен како би се омогућила изградња на заштићеном земљишту. Многи су сматрали да су зелене површине и мочваре, које су изградњом моста претворене у грађевинско земљиште, кључне за производњу воде за пиће за град и да су „од суштинског значаја за еколошку и економску одрживост Истанбула, а могуће загађење подземних вода би изазвало колапс града“.  Године 1995. Ердоган, тадашњи градоначелник Истанбула, сам је изјавио да ће трећи мост значити „убиство града“.